# Flying Eagle Cent

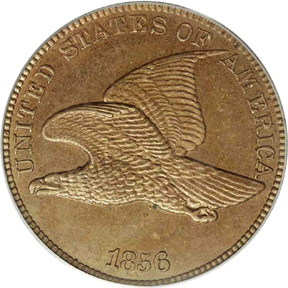
Vorderseite

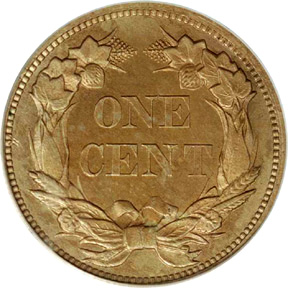
Rückseite

Der Flying Eagle Cent ist eine US-amerikanische Kursmünze zu einem Cent, die zwischen 1856 und 1858 geprägt wurde. Die von James Barton Longacre gestaltete Münze zeigt einen fliegenden Weißkopfseeadler. Sie ist das erste Ein-Cent-Stück im verkleinerten Format und die einzige Kursmünze der USA die einen fliegenden Adler auf der Vorderseite zeigt. 
1856 wurden ca. 750 Probeexemplare für einflussreiche Kongressabgeordnete und Senatoren geprägt. Diese Stücke erfuhren schnell eine große Beliebtheit und wurden zu hohen Preisen gehandelt. Daraufhin wurden 1500 Stücke in Proof (engl.: Polierter Platte) nachgeprägt. 1857 und 1858 wurde die Münze in großen Auflagen für den Umlauf hergestellt. Die Prägung der Münzen erwies sich allerdings als problematisch. Der Kranz auf der Rückseite führte dazu, dass die Randbereiche auf der Vorderseite meist zu schwach ausgeprägt wurden. Um dies zu kompensieren, wurde der Prägedruck erhöht, was aber zu einem schnelleren Verschleiß der Prägestempel führte. 1859 wurde der Flying Eagle Cent schließlich durch den Indian Head Cent ersetzt. 
Auf der Vorderseite ist der amerikanische Wappenvogel, ein Weißkopfseeadler, im Flug abgebildet. Darüber befindet sich der Landesname UNITED STATES OF AMERICA. Das Prägejahr ist unten positioniert. Die Rückseite zeigt in zwei Zeilen den Nennwert ONE CENT, umgeben von einem Kranz aus verschiedenen Feldfrüchten: u. a. Getreide, Mais und Weinblätter. Die Münze wiegt 4,7 g und hat einen Durchmesser von 19 mm. Sie besteht aus 88 % Kupfer und 12 % Nickel. 

## Jahrgänge und Auflagen
Die folgende Tabelle enthält alle geprägten Jahrgänge und deren Auflage. In der dritten Spalte sind die Auflagen der Münzen in Proof gelistet. Alle Münzen wurden in Philadelphia geprägt. 
| Jahr | Auflage    | Proof       |
| ---- | ---------- | ----------- |
| 1856 | ca. 750    | ca. 1.500   |
| 1857 | 17.450.000 | ca. 500     |
| 1858 | 24.600.000 | ca. 160 200 |